# チャートチャイ・プイピア
チャートチャイ・プイピア(タイ：ชาติชาย ปุยเปีย、 英：Chatchai Puipia、1964年 - )とは、タイの芸術家である。チャーチャイ・ プイピアとも表記される。
1964年マハーサーラカーム県出身。シラパコーン大学、絵画・彫刻・グラフィックアート学科卒業。学士号取得。日本においても活発に活動している。

## 評価
身体をモチーフとしたグロテスクな作風が特徴。物質主義・偽りの幸せを批判する絵画、彫刻を製作しており、海外でも評価は高い。

## 作品
- Dedicated to the Spirits I Love　(2008)
- Dinner with the Pope　(2008)
- Music with the Pope(2008)
- Almost Paradise(2007)
- The Heart is a lonely (2007-2008)
- Dedicated to the One I Love (2007)
- Paradise Perhaps (1996)
- 『シャムの微笑』　Siamese Smile(1995)
- Mae Chow Woi!（1994）
- Sucking is Best (1994)